# Liminganlahti
Liminganlahti este o arie protejată (arie specială de conservare — SAC, sit de importanță comunitară — SCI, arie de protecție specială avifaunistică — SPA) din Finlanda întinsă pe o suprafață de 11.823 ha, integral pe uscat.

## Localizare
Centrul sitului Liminganlahti este situat la coordonatele 64°54′16″N 25°15′01″E / 64.9044°N 25.2503°E.

## Înființare
Situl Liminganlahti a fost declarat sit de importanță comunitară în august 1998 pentru a proteja 4 specii de plante și 79 de specii de animale. Alte tipuri de protecție:
- arie de protecție specială avifaunistică (în august 1998)[2]
- arie specială de conservare (în aprilie 2015)[1][3][4]

## Biodiversitate
Situată în ecoregiunea boreală, aria protejată conține 19 habitate naturale: Insulițe și insule mici din Baltica boreală, Vegetație anuală la limita mareei, Vegetație perenă pe țărmurile stâncoase, Bancuri de nisip acoperite în permanență slab de apă marină, Estuare, Lagune de coastă, Golfuri mici largi și golfuri puțin adânci, Pășuni de coastă din Baltica boreală, Litoraluri nisipoase din Baltica boreală cu vegetație perenă, Dune mobile cu vegetație embrionară, Dune de coastă fixe cu vegetație erbacee („dune gri”), Dune fixe decalcificate cu Empetrum nigrum, Pajiști uscate europene, Mlaștini turboase de tranziție și turbării mișcătoare, Păduri naturale în etape succesive primare ale suprafețelor emergente de coastă, Păduri fino-scandinave bogate în ierburi cu Picea abies, Pășuni din zone de pădure fino-scandinave, Păduri caducifoliate de mlaștină fino-scandinave, Mlaștini împădurite.
La baza desemnării sitului se află mai multe specii protejate:
- plante (4): Alisma wahlenbergii, Arctophila fulva, Hippuris tetraphylla, Primula nutans
- păsări (79): minunița (Aegolius funereus), rață sulițar (Anas acuta), gâscă de semănătură (Anser fabalis), fâsă roșiatică (Anthus cervinus), acvilă de munte (Aquila chrysaetos), stârc cenușiu (Ardea cinerea), pietruș (Arenaria interpres), ciuf de câmp (Asio flammeus), rață-cu-cap-castaniu (Aythya ferina), rața moțată (Aythya fuligula), Aythya marila, cocoșul de mesteacăn (Bonasa bonasia), buhai de baltă (Botaurus stellaris), Branta leucopsis, buha (Bubo bubo), Calidris alba, Calidris alpina schinzii, Calidris canutus, prundaș de nămol (Calidris falcinellus), fugaci roșcat (Calidris ferruginea), bătăuș (Calidris pugnax), fugaci pitic (Calidris temminckii), chirighiță neagră (Chlidonias niger), erete de stuf (Circus aeruginosus), erete vânăt (Circus cyaneus), erete alb (Circus macrourus), erete cenușiu (Circus pygargus), cristeiul de câmp (Crex crex), gușă vânătă (Cyanecula svecica), Cygnus columbianus bewickii, lebădă de iarnă (Cygnus cygnus), ciocănitoare neagră (Dryocopus martius), Emberiza aureola, presură de grădină (Emberiza hortulana), Emberiza rustica, șoim de iarnă (Falco columbarius), șoim călător (Falco peregrinus), șoimul rândunelelor (Falco subbuteo), vânturel roșu (Falco tinnunculus), cufundar polar (Gavia arctica), cufundar mic (Gavia stellata), cocor (Grus grus), codalb (Haliaeetus albicilla), Hydrocoloeus minutus, pescăriță mare (Hydroprogne caspia), sfrâncioc roșiatic (Lanius collurio), Larus fuscus fuscus, pescăruș râzător (Larus ridibundus), sitar de mal nordic (Limosa lapponica), sitar de mâl (Limosa limosa), becațină mică (Lymnocryptes minimus), Lyrurus tetrix tetrix, rață pestriță (Mareca strepera), rață catifelată (Melanitta fusca), rață neagră (Melanitta nigra), Mergellus albellus, codobatura galbenă (Motacilla flava), pietrar sur (Oenanthe oenanthe), vultur pescar (Pandion haliaetus), viespar (Pernis apivorus), notatița cu ciocul subțire (Phalaropus lobatus), ciocănitoare de munte (Picoides tridactylus), ploier auriu (Pluvialis apricaria), ploier argintiu (Pluvialis squatarola), corcodel-urechiat (Podiceps auritus), corcodel-cu-gât-roșu (Podiceps grisegena), Polysticta stelleri, cresteț pestriț (Porzana porzana), Spatula clypeata, rață cârâitoare (Spatula querquedula), chiră de baltă (Sterna hirundo), Sterna paradisaea, chiră mică (Sternula albifrons), Surnia ulula, călifar alb (Tadorna tadorna), fluierar negru (Tringa erythropus), fluierar de mlaștină (Tringa glareola), fluierarul cu picioare roșii (Tringa totanus), mierlă gulerată (Turdus torquatus)

Pe lângă speciile protejate, pe teritoriul sitului au mai fost identificate 22 de specii de plante, 1 specie de păsări, 1 specie de amfibieni, 1 specie de nevertebrate, 1 specie de pești.